# Grexit
Grexit là một từ ghép (từ Greek và exit hay Greek euro exit) để chỉ việc Hy Lạp có thể sẽ rút ra khỏi Eurozone. Từ này từ năm 2012 đã phổ thông tại những nước nói tiếng Anh, Đức, Pháp, Tây Ban Nha hay Ý. Một từ tương tự khác là Brexit để chỉ việc Vương quốc Anh rút ra khỏi EU.
Từ Grexit xuất hiện đầu năm 2012 khi 2 nhà phân tích trưởng của ngân hàng Citigroup đã dùng từ này cho việc Hy Lạp sẽ rời khỏi Eurozone là có thể xảy ra và sẽ gây ảnh hưởng quan trọng cho nền kinh tế thế giới, đã giúp nó phổ biến rộng rãi.
Kịch bản Grexit, lợi và hại của nó đã được thảo luận rất nhiều trước cuộc bầu cử quốc hội Hy Lạp vào ngày 6 tháng 5 năm 2012, cũng như trong tháng 5, tháng 6 năm đó, khi chính Hy Lạp không thể thành lập được trong ngày 14 tháng 5, quốc hội nước này đã phải được bầu lại vào ngày 17 tháng 6. Vào cuối năm 2014 kịch bản Grexit lại được bàn cãi, khi quốc hội không thể bầu được một tổng thống mới, và theo hiến pháp phải tự giải tán. Một quốc hội Hy Lạp mới sẽ được bầu lại vào ngày 25 tháng 01 năm 2015
Chính phủ Đức cho việc Hy Lạp ra khỏi Eurozone không còn là một vấn đề trầm trọng, vì nền tài chính của Bồ Đào Nha, Ái Nhĩ Lan đã được cải tổ, ngoài ra đã có những biện pháp cứu vớt cho những trường hợp khủng hoảng có thể xảy ra. Họ cho là việc Hy Lạp ra khỏi Eurozone là hầu như không thể tránh được, nếu lãnh tụ đối lập Alexis Tsipras sau cuộc bầu cử mới lên nắm chính quyền, và không chịu theo đường lối tiết kiệm, không còn tiền để mà trả nợ.
Tổng thống cộng hòa Séc Miloš Zeman đòi hỏi, cho Hy Lạp ra khỏi Eurozone, vì nước này nhờ giả mạo, qua việc làm sai các thống kê, nên mới được vào (Cộng hòa Séc không muốn vào Eurozone trước 2020).

## Bối cảnh
Cuộc bầu cử quốc hội ở Hy Lạp 2009 đưa đến việc thay đổi chính phủ. Chính quyền bảo thủ Kostas Karamanlis không còn giữ được đa số ghế; đảng PASOK đã thắng với tỷ số 160 trong số 300 ghế quốc hội và đã bầu Georgios Papandreou lên làm thủ tướng mới. Chẳng bao lâu Papandreou báo cáo với EU, ngân sách của Hy Lạp 2009 thâm hụt 12,7% so với tổng sản lượng chứ không như chính quyền trước mà khẳng định là chỉ thâm hụt 3,7%.

## Lý do khủng hoảng

### Khả năng cạnh tranh quốc tế
Hy Lạp nói chung không còn khả năng để cạnh tranh quốc tế. Lương đã tăng lên quá cao so với năng xuất. Để mà có thể cạnh tranh với Đức, họ phải giảm lương 25%. Hiện thời 1/4 số người đang làm việc là nhân viên chính quyền.
Hy Lạp xuất cảng hàng hóa và dịch vụ chỉ có 24% tổng sản lượng. Đó là mức thấp nhất trong tất cả các nước EU. Mức trung bình ở các nước EU là 44%. Trong khi số nhập cảng nhiều gấp 2 lần số xuất cảng.

### Trốn thuế
Ý thức đóng thuế là một căn bệnh của nước này, mà cho là việc trốn thuế là một bộ môn thể thao quốc gia. 
Mức đóng thuế tính trên tổng sản lượng là 32 % năm 2007. Trung bình ở EU là 40%. 2011 người ta phỏng đoán Hy Lạp mất 30 tỷ Euro vì bị trốn thuế.

### Tài chính
Hy Lạp không có thống kê đầy đủ, ngoài ra còn bị giả mạo một cách có hệ thống. Chính quyền không thể hoạch định mức chi tiêu chính xác, quan sát và loan báo trước.
Các cơ quan tài chính làm việc không hiệu quả để có thể cho biết tình trạng tài chính thực sự như thế nào. 

### Tham nhũng
Ở Hy Lạp đi đâu cũng phải hối lộ, đi khám bác sĩ, vào nhà thương, cơ quan xây cất hay đi thi lấy bằng lái xe. 13% người Hy Lạp thú nhận là đã hối lộ, mỗi năm tốn khoảng 
1.450 Euro. 
Theo báo cáo 2012 của "Tổ chức Minh bạch Quốc tế", Hy Lạp đứng đã tụt từ hạng 78 xuống hạng 94 trong tổng cộng 174 nước, hạng chót trong các nước thuộc EU.

### Kinh tế ngầm
Nền kinh tế ngầm rất phổ biến tại Hy Lạp. Cứ 4 đồng Euro là có một đồng làm ra từ nguồn kinh tế này, đứng đầu Âu Châu. Người ta phỏng đoán vì vậy chính phủ Hy Lạp mất mỗi năm khoảng 30 tỷ tiền thuế.

## Quá trình Grexit
Trên nguyên tắc thì không có luật lệ nào để đuổi Hy Lạp ra khỏi Eurozone, cũng như việc Hy Lạp chính thức tuyên bố ra khỏi khụ vực này. Tuy nhiên có tình trạng đẫn đến việc Hy Lạp phải xài lại tiền cũ (Drachme). 
- Hy Lạp vào những tháng tới sẽ hết tiền, và phải trả nợ, trong số chủ nợ có Quỹ tiền tệ quốc tế (IWF) và ngân hàng Trung ương Âu Châu (EZB). Tiền cho mượn, có lẽ cũng chỉ được từ 2 tổ chức này, một hình thức cho người mượn để họ có thể trả một phần nợ theo hạn định. Nếu không được cho mượn tiếp, Hy Lạp sẽ phá sản.
- Hiện thời EZB đã hứa cho mượn thêm 5 tỷ, tổng cộng là 65 tỷ trong quỹ nợ khẩn cấp cho các ngân hàng Hy Lạp cho trường hợp đang xảy ra là dân chúng đổ xô rút tiền. Theo tin từ các nhà băng, hiện tại mỗi ngày người dân Hy Lạp rút ra khoảng 200 đến 300 triệu Euro. Tính kể từ tháng 11, họ đã rút ra khoảng 20 tỷ Euro, hơn là họ tiêu sài bình thường. Theo tờ báo Hy Lạp, Kathimerini, phân nửa số tiền này họ dấu ở nhà, 6 tỷ đầu tư ra ngoại quốc, còn 4 tỷ thì bỏ tại các nhà băng ngoại quốc.[6] Nếu Hy Lạp không được hứa cho mượn tiền tiếp, thì EZB sẽ ngưng quỹ nợ khẩn cấp này. Chính phủ Hy Lạp trong trường hợp này phải in tiền Drachme cho ngân hàng.

Nhà luật gia chuyên về châu Âu Peter Behrens dẫn từ luật xã hội, một nước có thể bị cho ra khỏi vùng Euro, nếu nước này cố ý gây nên những khó khăn. Một đồng tiền chung cũng tương tự như quyết định những người dân thường, dùng chung một chương mục. Việc này chỉ thành công nếu có sự tin tưởng lẫn nhau. Nếu một bên nào đó cứ thường có những hành động lợi dụng thì phải có những điều kiện đưa tới việc khai trừ.
Người ta tính là tiền Drachme sẽ mất giá khoảng 40% so với tiền Euro, như vậy các hàng nhập cảng như dầu hỏa, xe hơi, thuốc men và những dụng cụ kỹ thuật cũng sẽ đắt lên tương ứng. Tuy nhiên nó giúp nền kinh tế Hy Lạp, vì họ có thể xuất cảng nhiều hơn nhập cảng như trước. Mặc dù là nước nông nghiệp Hy Lạp hiện thời nhập cảng cả thực phẩm, vì ở ngoại quốc sản xuất ra rẻ hơn.
Argentina năm 2001 cũng đã phá sản. Sau đó nền kinh tế tăng trưởng trở lại, sau 5 năm mỗi năm tăng lên khoảng 8%. Tuy nhiên Argentina xuất cảng nhiều nguyên liệu, còn Hy Lạp chỉ là một nước du lịch. Mặc dù vậy, không có gì là phải lo lắng cho cả Hy Lạp và các nước EU khác. Tiền nợ nhà nước hiện tại của Hy Lạp là 322 tỷ Euro, 175 % khả năng kinh tế, coi như là không có hy vọng gì Hy Lạp sẽ trả lại số tiền này. Grexit chỉ cho thấy sự thực không thể tránh khỏi.

## Nhận xét
- Theo như Alan Greenspan, cựu tổng giám đốc ngân hàng trung ương của Hoa Kỳ, trong một cuộc nói chuyện với đài BBC vào ngày 8.2.2015, sau khi Tsipras, thủ tướng Hy Lạp mới, chấm dứt chương trình tiết kiệm, nhận lại những nhân viên nhà nước bị sa thải, cũng như cho đài truyền hình nhà nước ERT hoạt động lại: "Cuộc khủng hoảng nợ nần này, nói cho rõ ràng, tôi không thấy là nó có thể được giải quyết cho xong bằng cách nào khác hơn là Hy Lạp rời khỏi Eurozone." Ông ta không nhận ra là việc Hy Lạp ở lại có giúp đỡ gì được cho nó không, và nó có giúp gì được những nước còn lại trong Eurozone. Cũng theo ông ta, " vấn đề bây giờ chỉ là, khi nào thì tất cả nhận ra rằng, chia tay là chiến lược tốt nhất".[9] (AFP)
- Cả viện trưởng viện nghiên cứu kinh tế Ifo Hans-Werner Sinn cũng cho là Hy Lạp nên ra khỏi Eurozone. Với đồng tiền riêng bị mất giá, Hy Lạp mới có thể phát triển kinh tế trở lại, bài trừ được nạn thất nghiệp càng ngày càng gia tăng.[10]
- Theo cựu tổng thống Valéry Giscard d'Estaing việc Hy Lạp ra khỏi Eurozone có trật tự là lối thoát hay nhất cho tất cả các nước có liên quan. Ở lại Eurozone chỉ làm cho những vấn đề của nền kinh tế Hy Lạp càng trầm trọng hơn.[11]
- Ngày 8.6.2015, bộ trưởng tài chính Pháp Michel Sapin cho là: "Nó không phải là một thảm kịch cho chúng ta, khi Hy Lạp rời khỏi khối Euro". Còn tổng giám đốc ngân hàng trung ương Pháp tin tưởng là, đó không phải là một vấn đề của khối Euro mà là của Hy Lạp.[12]

### 2012 (tiếng Anh)
- BBC News: Viewpoints: What if Greece exits euro? 14. Mai 2012
- Washington Post: ‘Bloody doomsday machine’: How shock waves will reach the US if Greece drops the euro[liên kết hỏng]. 16. Juni 2012.
- Greece Debt Crisis Lưu trữ ngày 31 tháng 5 năm 2012 tại Wayback Machine 19. Juni 2012.
- Why A Grexit Is Not Going To Happen. 31. August 2012.

### 2014/15
- spiegel.de 29. Dezember 2014: Neuwahlen in Griechenland: Jetzt fängt die Eurokrise erst richtig an
- spiegel.de 29. Dezember 2014: Griechenland vor Neuwahl: Na dann viel Glück, Herr Tsipras (Kommentar)
- spiegel.de 31. Dezember 2014: Angst vor Regierungswechsel: Griechenlands Sparer heben Milliarden ab
- FAZ.net: „Griechenland ist nicht systemrelevant“ (Michael Fuchs (MdB), Hans-Werner Sinn, Jürgen Stark)
- Reuters 31. Dezember 2014: ECB's Draghi says euro zone must 'complete' monetary union Lưu trữ ngày 3 tháng 1 năm 2015 tại Wayback Machine (über einen Beitrag des EZB-Präsidenten Mario Draghi in der italienischen Wirtschafts-Tageszeitung Il Sole 24 Ore vom gleichen Tag: La stabilità e la prosperità dell'Unione monetaria)
- FAZ.net 3. Januar 2015: Das griechische Paradox (Kommentar)